# Sacha Vierny
Sacha Vierny (* 10. August 1919 in Bois-le-Roi, Département Seine-et-Marne; † 15. Mai 2001 in Vannes) war ein französischer Kameramann.

## Leben
Vierny studierte an den Filmhochschulen IDHEC und ENPC. Ab 1947 assistierte er bei verschiedenen Kameracrews, zu Beginn der 50er Jahre war er verantwortlich für die Fotografie von Kurzfilmen. Zusammen mit Ghislain Cloquet wurde er erstmals für den Film Nacht und Nebel als Chefkameramann engagiert. Eine besonders intensive und langjährige Zusammenarbeit ergab sich mit Alain Resnais, für dessen Filme er eine ganz besondere Ästhetik entwickelte: „Bemerkenswert ist vor allem seine facettenreiche Beleuchtung, die die Gegenstände seiner Bilder besonders dreidimensional erscheinen läßt und meist mit einer sicher beherrschten Schärfentiefe verbunden ist.“ Eine ähnlich intensive Zusammenarbeit folgte mit Peter Greenaway, mit dem er für eine ganze Reihe von Filmen Bilder komponierte, die dem Stil des Regisseurs entsprachen.

## Filmografie (Auswahl)
- 1955: Nacht und Nebel (Nuit et brouillard)
- 1959: Hiroshima, mon amour (Hiroshima mon amour)
- 1959: Man kann’s ja mal versuchen (Le bel âge)
- 1961: Letztes Jahr in Marienbad (L’année dernière à Marienbad)
- 1961: Die Nacht und die Versuchung (Climats)
- 1963: Muriel oder Die Zeit der Wiederkehr (Muriel ou le temps d’un retour)
- 1964: Jungfrau reich garniert (Aimez-vous les femmes?)
- 1966: Der Krieg ist vorbei (La guerre est finie)
- 1966: La musica
- 1967: Belle de Jour – Schöne des Tages (Belle de jour)
- 1968: Balduin, das Nachtgespenst (Le tatoué)
- 1968: Caroline Chérie (Schön wie die Sünde) (Caroline Chérie)
- 1972: Der Mönch und die Frauen (Le Moine)
- 1972: La sainte famille ou La chasse au diable
- 1973: Die Löwin und ihr Jäger (Les granges brûlées)
- 1974: Stavisky
- 1977: Baxter, Vera Baxter
- 1979: Die verlorene Zeit (Le chemin perdu)
- 1980: Mein Onkel aus Amerika (Mon oncle d’Amérique)
- 1981: Ausgerechnet ihr Stiefvater (Beau-père)
- 1983: Die öffentliche Frau (La femme publique)
- 1984: Liebe bis in den Tod (L’amour à mort)
- 1984: Flügel und Fesseln (L’avenir d’Emilie)
- 1985: Ein Z & zwei Nullen (A Zed & Two Noughts)
- 1986: Der Bauch des Architekten (The Belly of an Architect)
- 1988: Verschwörung der Frauen (Drowning by Numbers)
- 1989: Der Koch, der Dieb, seine Frau und ihr Liebhaber (The Cook, the Thief, His Wife & Her Lover)
- 1991: Prosperos Bücher (Prospero’s Books)
- 1993: Das Wunder von Mâcon (The Baby of Mâcon)
- 1996: Die Bettlektüre (The Pillow Book)
- 1998: Unter Hypnose (Dormez, je le veux!)
- 1999: 8½ Frauen (Eight and a Half Women)
- 2000: In stürmischen Zeiten (The Man Who Cried)